# Euerbach
Euerbach ist eine Gemeinde im unterfränkischen Landkreis Schweinfurt. Euerbach sowie sein heutiger Ortsteil Obbach waren reichsritterliche Dörfer und Zentren jüdischen Lebens. Heute liegt Euerbach am westlichen Rand der Agglomeration von Schweinfurt.

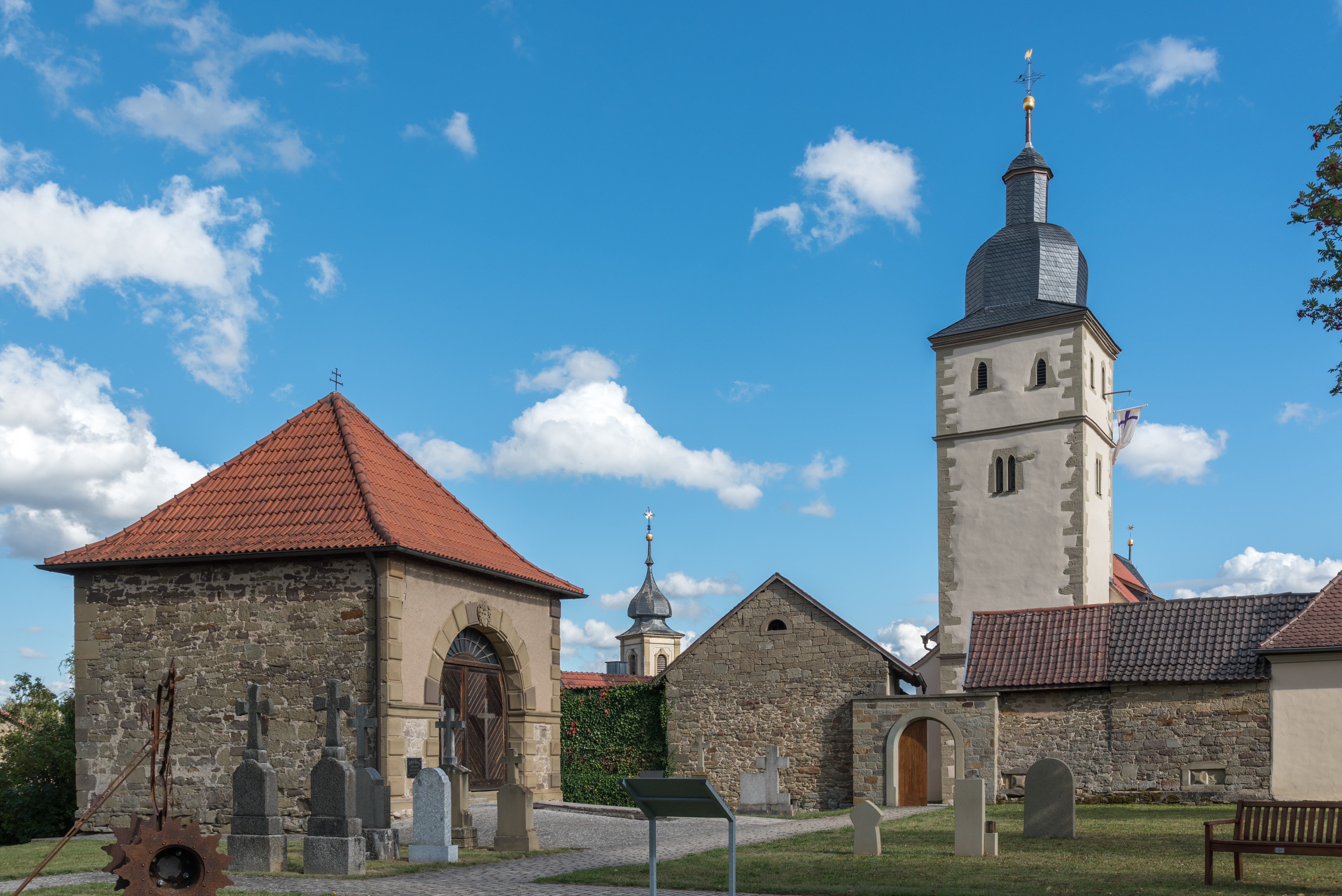
St. Cosmas und Damian, mit Kirchenburg (evang., rechts) und Schlosskirche St. Michael (kath.)

## Geographie

### Lage
Euerbach liegt im Nordwesten des Schweinfurter Beckens, während der Ortsteil Obbach bereits außerhalb des Beckens liegt. Am nordwestlichen Rand des Gemeindeteils Euerbach vereinen sich der Obbacher Mühlbach und der Kützberger Bach zum Euerbach. Am Ostrand Euerbachs liegt die sogenannte Flugplatzkreuzung (siehe: Flugplatzkreuzung) und 1 Kilometer weiter östlich ein ehemaliger Fliegerhorst, die späteren Conn Barracks.

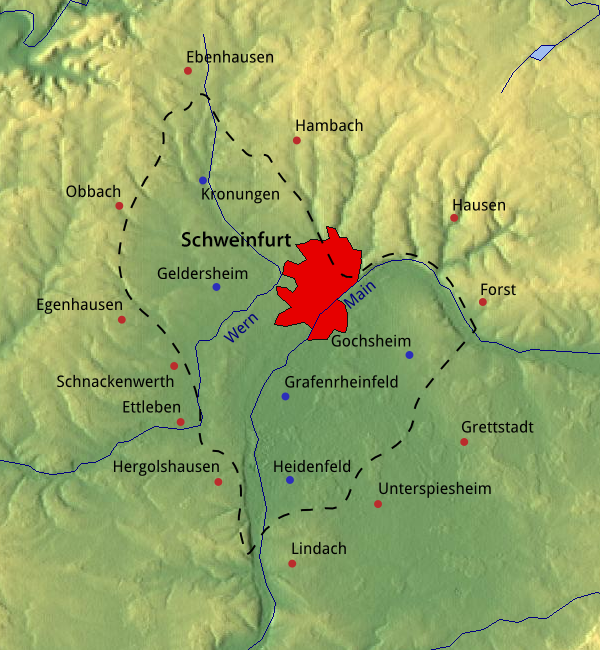
Euerbach liegt im Nordwesten des Schweinfurter Beckens, Obbach bereits außerhalb
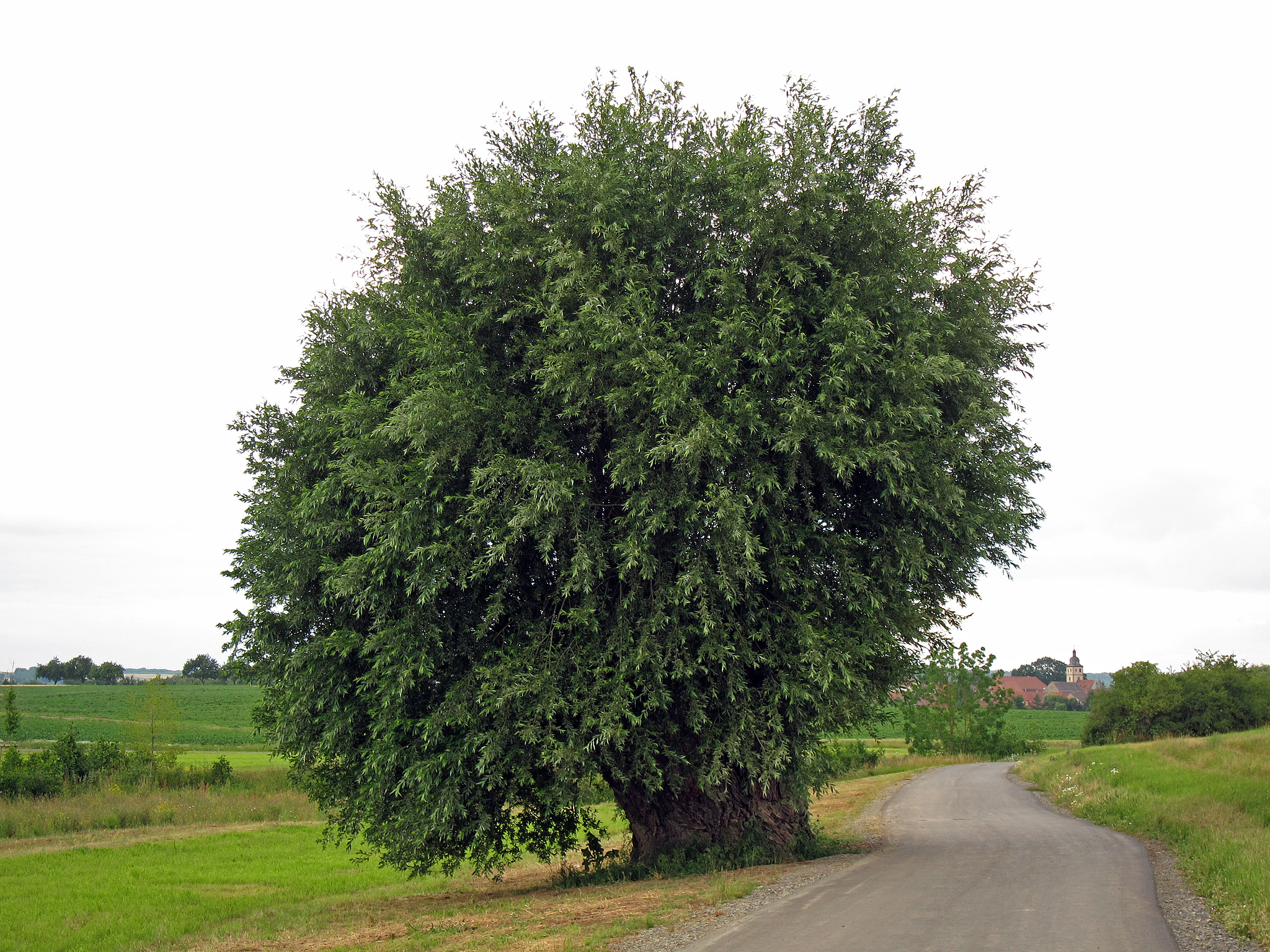
Blick auf Euerbach, mit Weide

### Gemeindegliederung
Es gibt vier Gemeindeteile (in Klammern ist der Siedlungstyp angegeben):
- Euerbach (Pfarrdorf)
- Obbach (Pfarrdorf)
- Reichthalshof (Einöde)
- Sömmersdorf (Kirchdorf)

### Nachbargemeinden
Die Nachbargemeinden sind (von Norden beginnend im Uhrzeigersinn): Sulzthal, Poppenhausen, Niederwerrn, Geldersheim und Wasserlosen.

## Geschichte

### Allgemeine Geschichte
In der Gegend um Euerbach gab es Funde von Bandkeramiken aus der Jungsteinzeit (um 3500 vor Christus). 

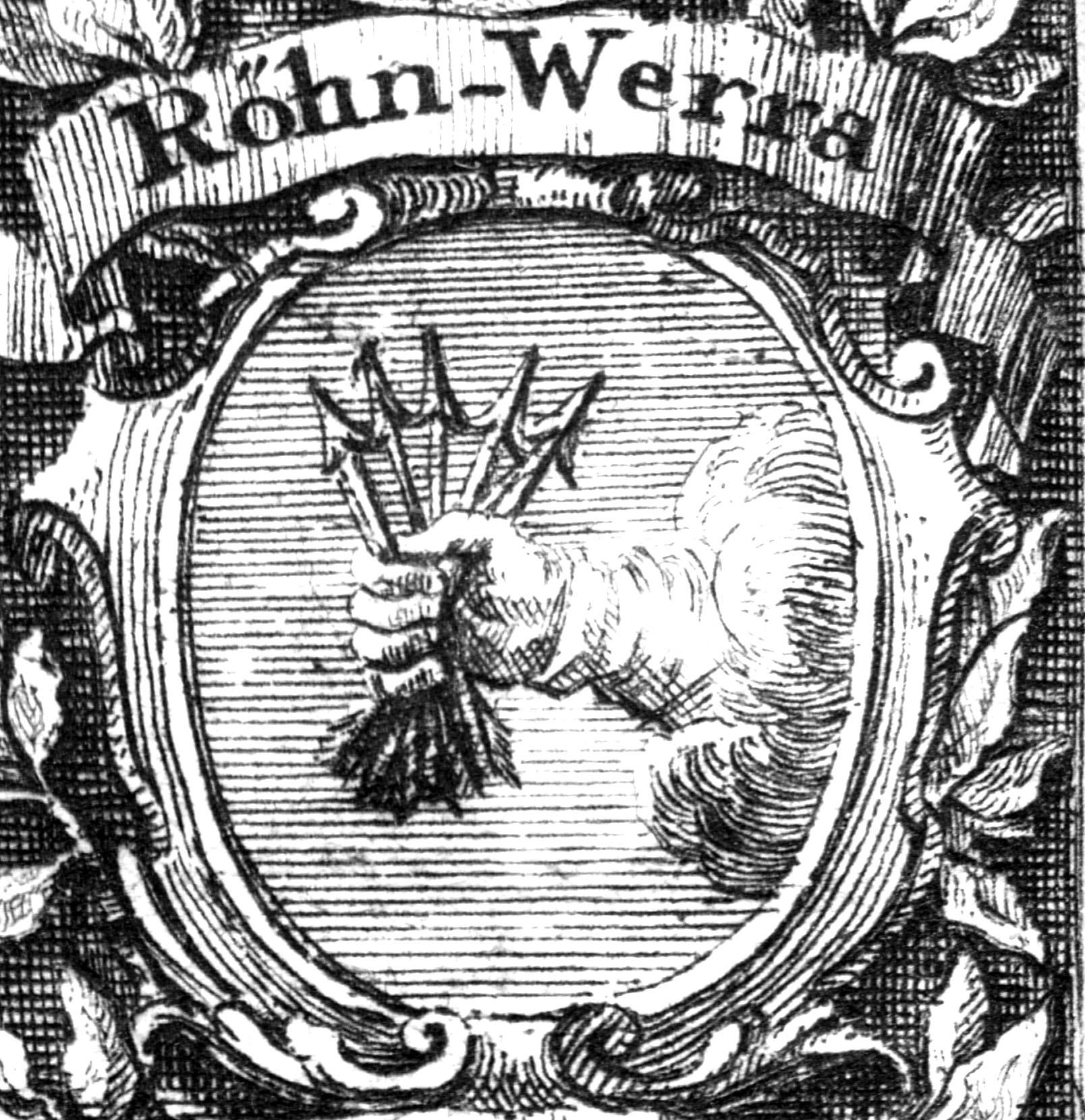
Ritterkanton Rhön-Werra Radierung von 1721

Euerbach, am gleichnamigen Bach, wurde einst Urbach oder Urbeche (Siedlung am Urbach) genannt, später Ewerbach oder Ewersbach. Erstmals wurde der Ort in einer Schenkungsurkunde aus dem Jahre 839 erwähnt, als Kaiser Ludwig der Fromme das ehemalige Königsgut Villa Urbach an das Kloster Fulda übertrug. Seit 1456 sind in Euerbach die Herren von Steinau-Steinrück belegt. 
1563 wurde das Obere Schloss (auch: Bibra'sche Haus) vom damaligen Dorfherrn Heinrich von Bibra erbaut. Euerbach wurde zum reichsritterlichen Dorf, das zum Ritterkanton Rhön-Werra, mit Sitz in Schweinfurt, gehörte. Die Bevölkerung schloss sich gänzlich der evangelischen Konfession an. 
Seit 1604 hatten die Herrn von Steinau die alleinige Dorfherrschaft inne.
| |                                                                                    |
| \| Reichsstadt Schweinfurt (evang.) Reichsdörfer (evang.) Reichsritterschaften (evang.) \| Grafen von Schönborn (kath.) Deutscher Orden (Brönnhof) Hochstift Würzburg (kath.) \| |                                                                                    |
| Reichsstadt Schweinfurt (evang.) Reichsdörfer (evang.) Reichsritterschaften (evang.)                                                                                             | Grafen von Schönborn (kath.) Deutscher Orden (Brönnhof) Hochstift Würzburg (kath.) |

Geblieben ist den Euerbachern ihr Spitzname Türken. Sie erhielten ihn, als im Jahre 1683 Lorenz Ludwig von Münster, Herr auf Schloss Euerbach, bei der Belagerung von Wien eine Türkenstandarte erbeutete. Sie wurde zunächst im Schloss ausgestellt und dann an das Kriegsmuseum in München verkauft, wo sie noch heute zu besichtigen ist.

### Baugeschichte
Zeugnisse frühen Glaubens sind der 1251 erbaute 27 Meter hohe Turm der heute evangelischen Kirche St. Cosmas und Damian und die ebenfalls aus dem 13. Jahrhundert stammende Krypta. Der Chor der Kirche wurde im 14. Jahrhundert errichtet und die Sakristei 1531.

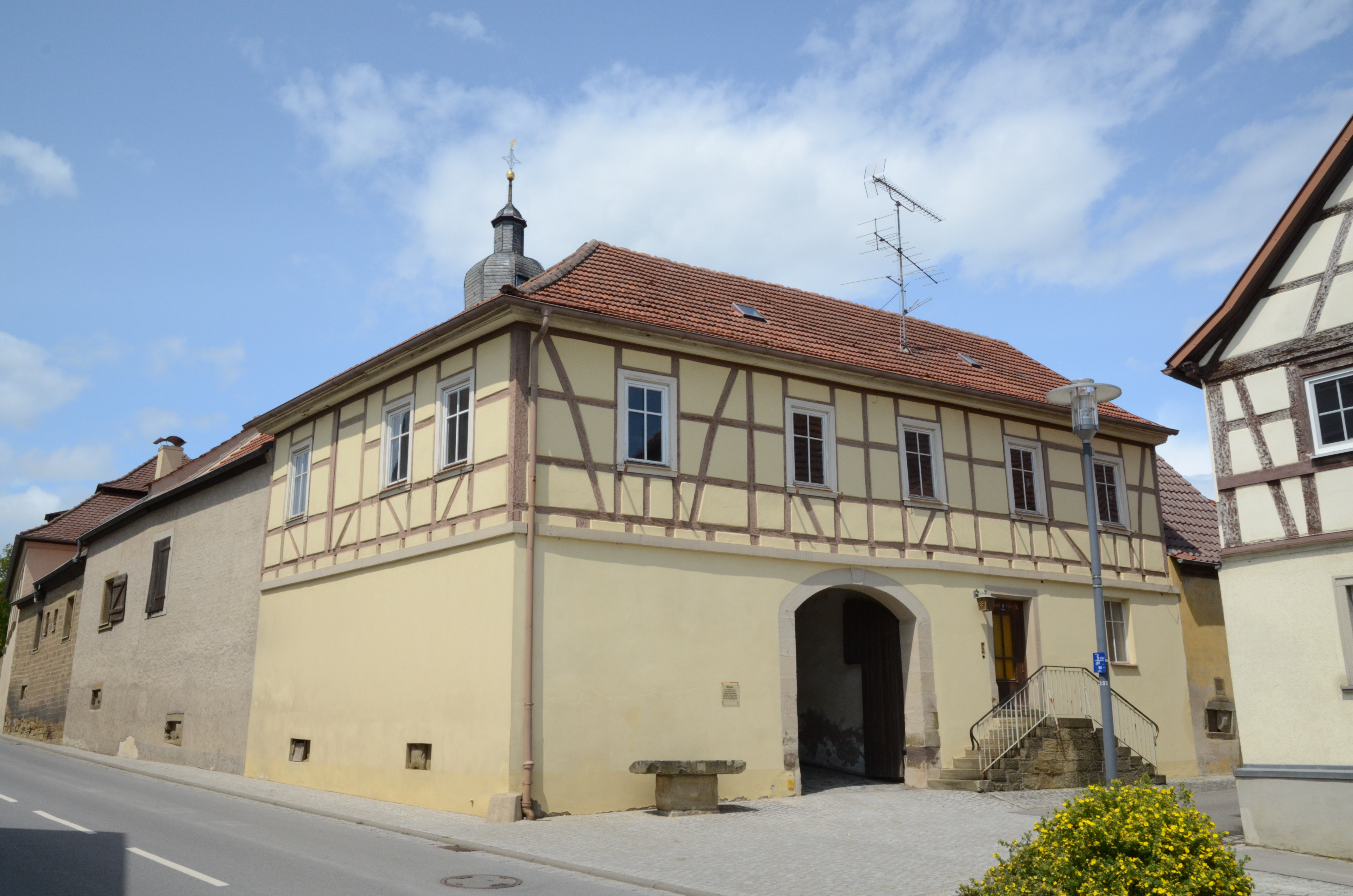
Kirchenburg St. Cosmas und Damian, Torhaus und südliche Gaden

Etwa aus derselben Zeit stammen auch das ehemalige Rathaus (1537), die Weihersbrunnenlinde (1569), die einem Brand zum Opfer fiel, und das Untere Schloss (1592). Das Rathaus und die Weihersbrunnenlinde hat Euerbach seinem damaligen Herrscher und Eigentümer Heinrich von Bibra zu verdanken. Das Schloss errichtete einer der Herren von Steinau. Es ging später in den Besitz der Herren von Münster über, daher auch die Bezeichnungen Bibra-Schloss für das Obere Schloss und Steinausches bzw. Münster-Schloss für das Untere Schloss.
Im Dreißigjährigen Krieg wurde Euerbach nahezu total zerstört, danach an derselben Stelle wieder aufgebaut.
1711 wurde die Kirche (heute evangelisch) zur Simultankirche erklärt, d. h., es wurden dort Gottesdienste für beide Konfessionen abgehalten. Dies führte immer wieder zum Streit. Erst 1740 schlichteten ihn die Herren von Münster endgültig, indem sie eine katholische Schlosskirche bauen ließen, deren Pläne von Balthasar Neumann stammen. Ihr Turm ist 29 Meter hoch, die Glocken stammen aus dem Jahre 1793. Zwei Jahre nach dem Bau der katholischen Kirche wurde ein Kirchenschiff an die schon bestehende Kirche angebaut.

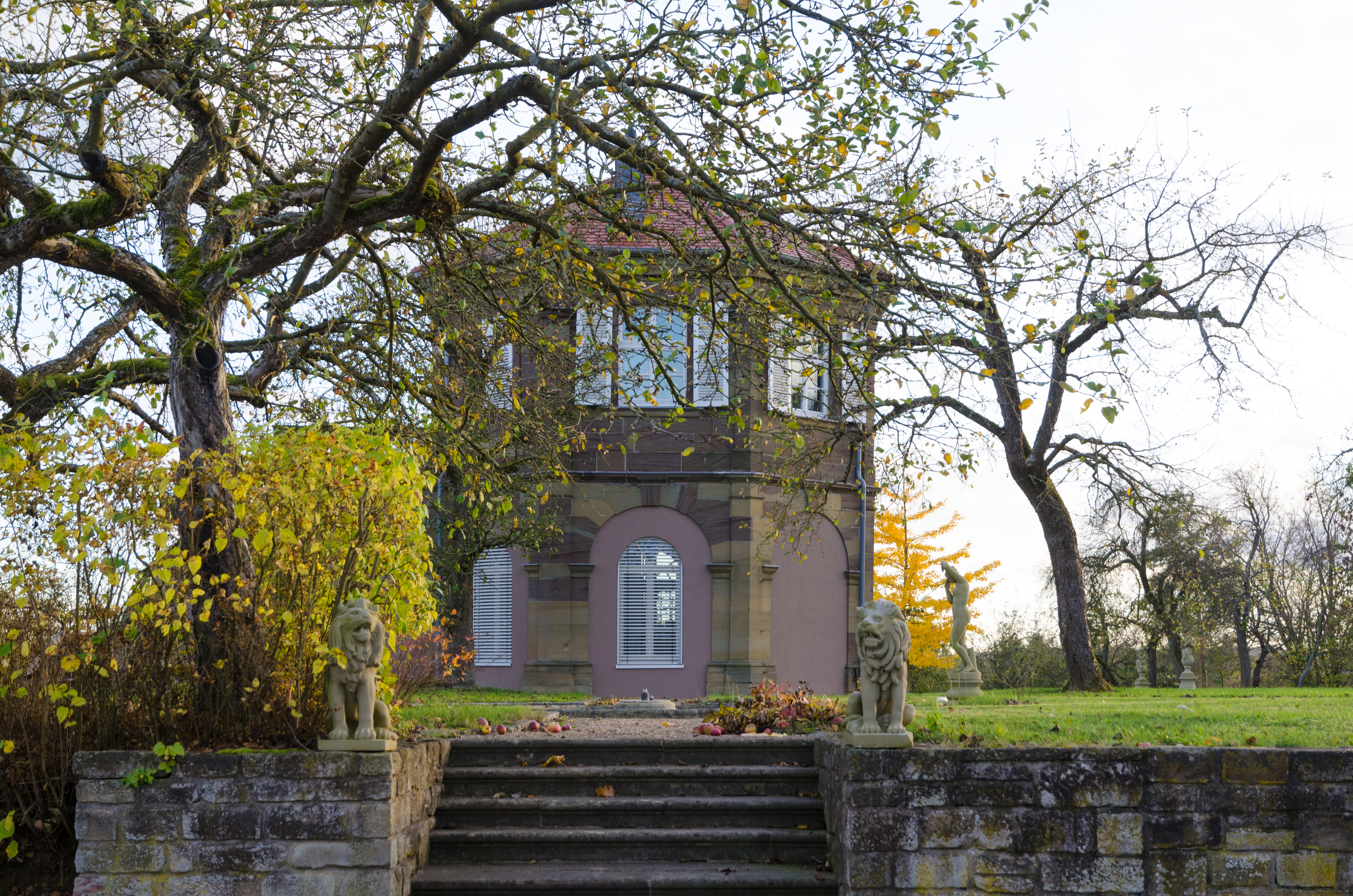
Pavillon im Schlossgarten, wohl nach Plänen von Balthasar Neumann

Aus derselben Zeit stammt der Pavillon des Oberen Schlosses, der als Sommerhaus der Herren von Bibra diente und auch von Balthasar Neumann erbaut worden sein soll.
Euerbach besitzt seit Mitte 1672 einen Judenfriedhof. Bis 1940 wurden dort Beisetzungen vorgenommen. Der Friedhof liegt ca. einen Kilometer außerhalb (westlich) von Euerbach und enthält über 1170 Grabstätten.
Heute besitzt Euerbach drei Kirchen, die neueste wurde 1970 fertiggestellt. Außerdem sind der Pavillon, das Obere Schloss und eine der alten Mühlen erhalten. Die Obere Mühle und das Untere Schloss existieren nicht mehr, das Schloss musste wegen Baufälligkeit abgerissen werden.

### Eingemeindungen
Im Zuge der Gebietsreform in Bayern wurden am 1. Mai 1978 die Gemeinden Obbach und Sömmersdorf eingegliedert.

### Einwohnerentwicklung
Im Zeitraum 1988 bis 2018 stieg die Einwohnerzahl von 2633 auf 3038 um 405 Einwohner bzw. um 15,4 %. 2003 hatte die Gemeinde 3134 Einwohner.
Quelle: BayLfStat
| - 1961: 2022 Einwohner - 1970: 2372 Einwohner - 1991: 2757 Einwohner - 1995: 2980 Einwohner - 2003: 3134 Einwohner - 2005: 3106 Einwohner | - 2006: 3086 Einwohner - 2007: 3055 Einwohner - 2008: 3031 Einwohner - 2009: 2998 Einwohner - 2010: 2965 Einwohner - 2011: 2986 Einwohner | - 2012: 2989 Einwohner - 2013: 3002 Einwohner - 2014: 3038 Einwohner - 2015: 3047 Einwohner - 2018: 3038 Einwohner |

## Politik

### Gemeinderat
Für die Amtszeit vom Mai 2020 bis April 2026 wurde der Gemeinderat wie folgt gewählt:
|                                   | Sitze | Stimmen- anteil |
| --------------------------------- | ----- | --------------- |
| CSU/Dorfgemeinschaft Obbach       | 4     | 23,75 %         |
| SPD                               | 3     | 18,08 %         |
| Freie Wählergemeinschaft Euerbach | 6     | 36,04 %         |
| Wählergemeinschaft Sömmersdorf    | 3     | 22,13 %         |
| Gesamt                            | 16    | 100,00 %        |

Für die vorhergehende Amtszeit von 2014 bis 2020 hatten CSU, Dorfgemeinschaft Obbach, Freier Wählergemeinschaft Euerbach und Wählergemeinschaft Sömmersdorf einen gemeinsamen Wahlvorschlag eingereicht und 13 Sitze erreicht; die SPD hatte zwei Mandate, ein Gemeinderat war fraktionslos.

### Bürgermeisterin
Erste Bürgermeisterin ist seit 1. Mai 2020 Simone Seufert (CSU/Freie Wählergemeinschaft Euerbach). Sie wurde am 15. März 2020 mit 67,0 % der Stimmen gewählt. Ihr Vorgänger war Arthur Arnold (nominiert von CSU und drei Wählergemeinschaften), im Amt vom 1. Mai 1995 bis 30. April 2020.

### Wappen
| Wappen von Euerbach | Blasonierung: „Geteilt; oben in Silber nebeneinander zwei fünfspeichige schwarze Räder, unten in Rot zwei goldene Schrägbalken.“ |
| Wappen von Euerbach | Wappenbegründung: Die beiden schwarzen Räder sind dem Wappen der Herren von Steinau, genannt Steinrück, entnommen, die seit 1456 in Euerbach belegt sind und seit 1604 die alleinige Dorfherrschaft innehatten. Der goldene Schrägbalken in Rot erinnert an die Freiherren von Hutten, die für den Ort Obbach von großer Bedeutung waren. Die Farben Silber und Rot weisen auf das Bistum Würzburg hin, das seit 1303 in Sömmersdorf belegt ist. Dieses Wappen wird seit 1981 geführt. |

### Gemeindepartnerschaften
Eine Partnerschaft besteht mit der französischen Gemeinde Cambremer.

### Interkommunale Allianz
Die Gemeinde ist Mitglied in der Interkommunalen Allianz Oberes Werntal.

## Kultur und Sehenswürdigkeiten

### Bauwerke

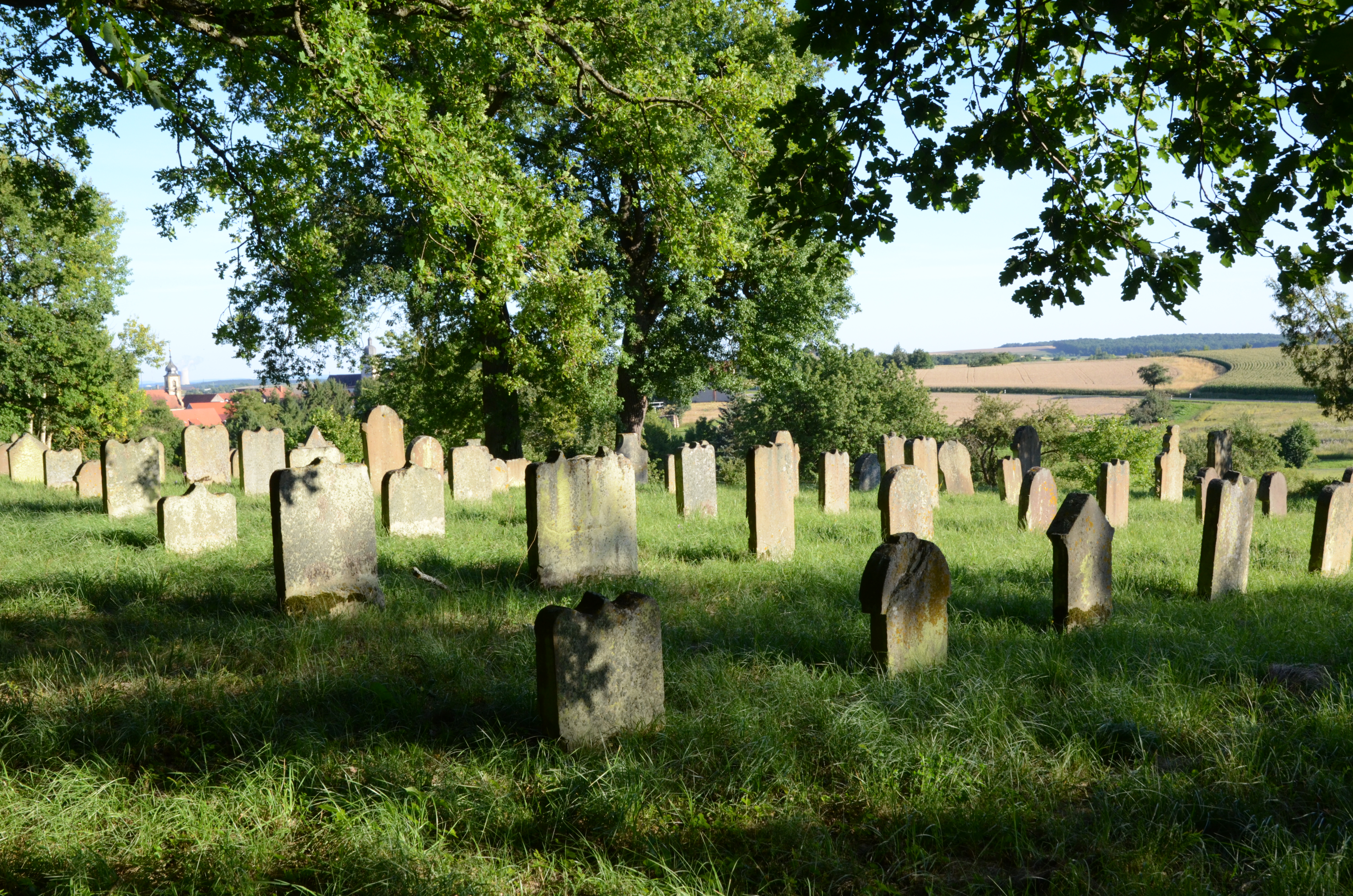
Jüdischer Friedhof

- St. Cosmas und St. Damian (evang.), mit der Krypta von 1251 das älteste Gebäude der Gemeinde, steht inmitten einer teilweise erhaltenen Gadenanlage einer Kirchenburg
- Altes Rathaus von 1537
- Weihersbrunnen von 1569
- Ziehbrunnen des Heinrich von Bibra von 1571
- Jüdischer Friedhof von 1672
- Schlosskirche St. Michael (kath.) von Balthasar Neumann 1739–1942 erbaut

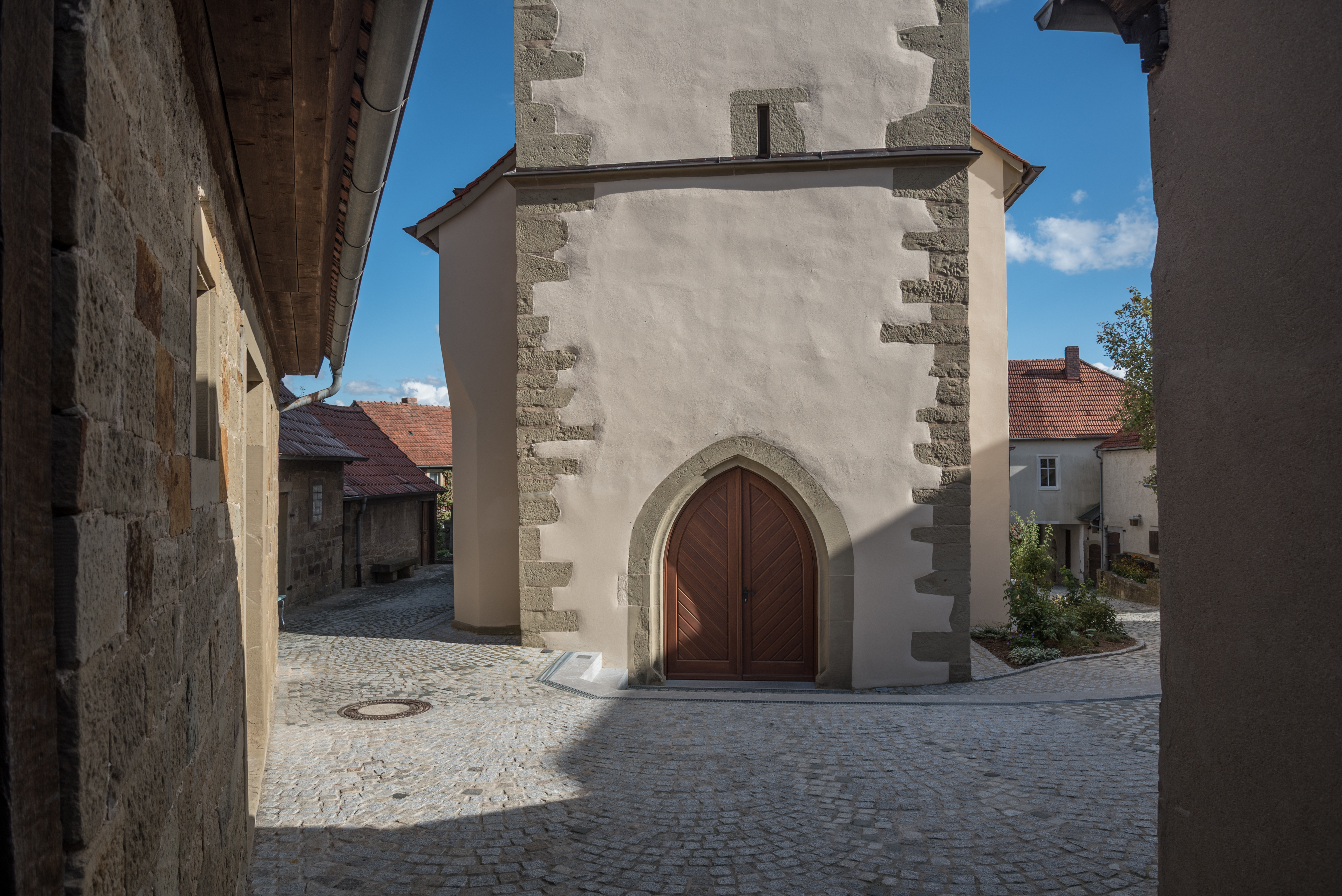
St. Cosmas und Damian (evang.), Kirchenburg
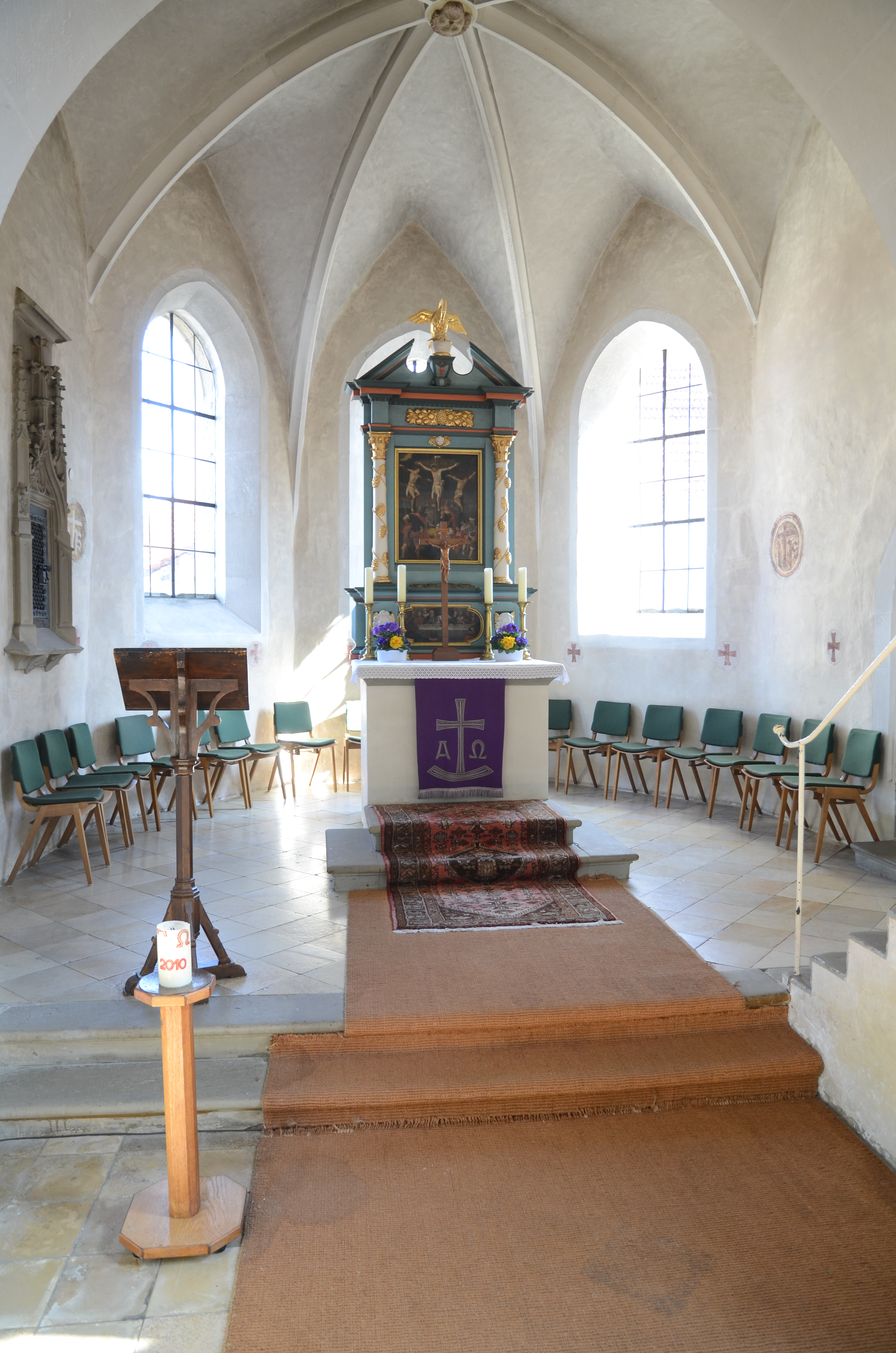
ebd., Chor
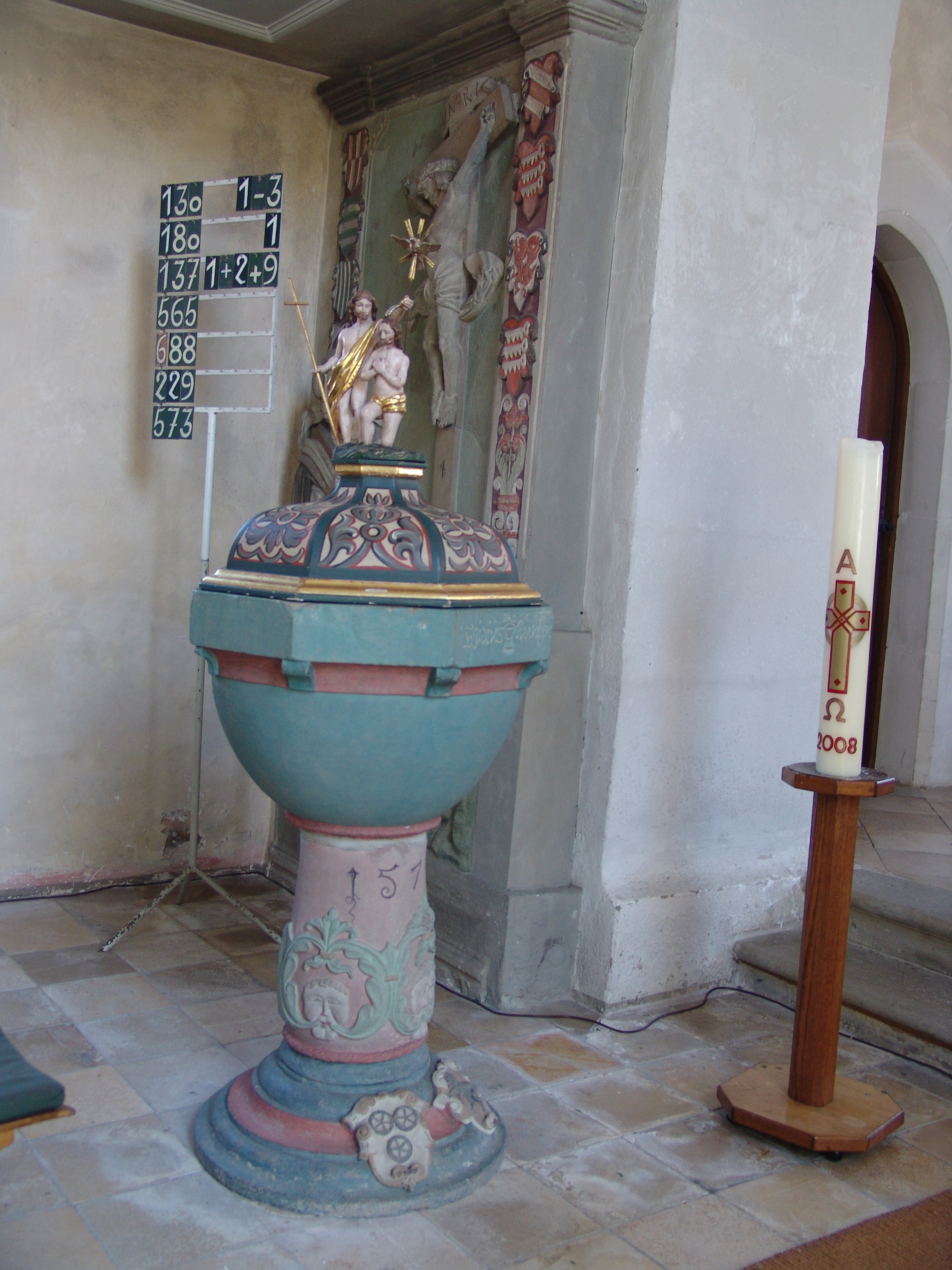
ebd., Taufstein
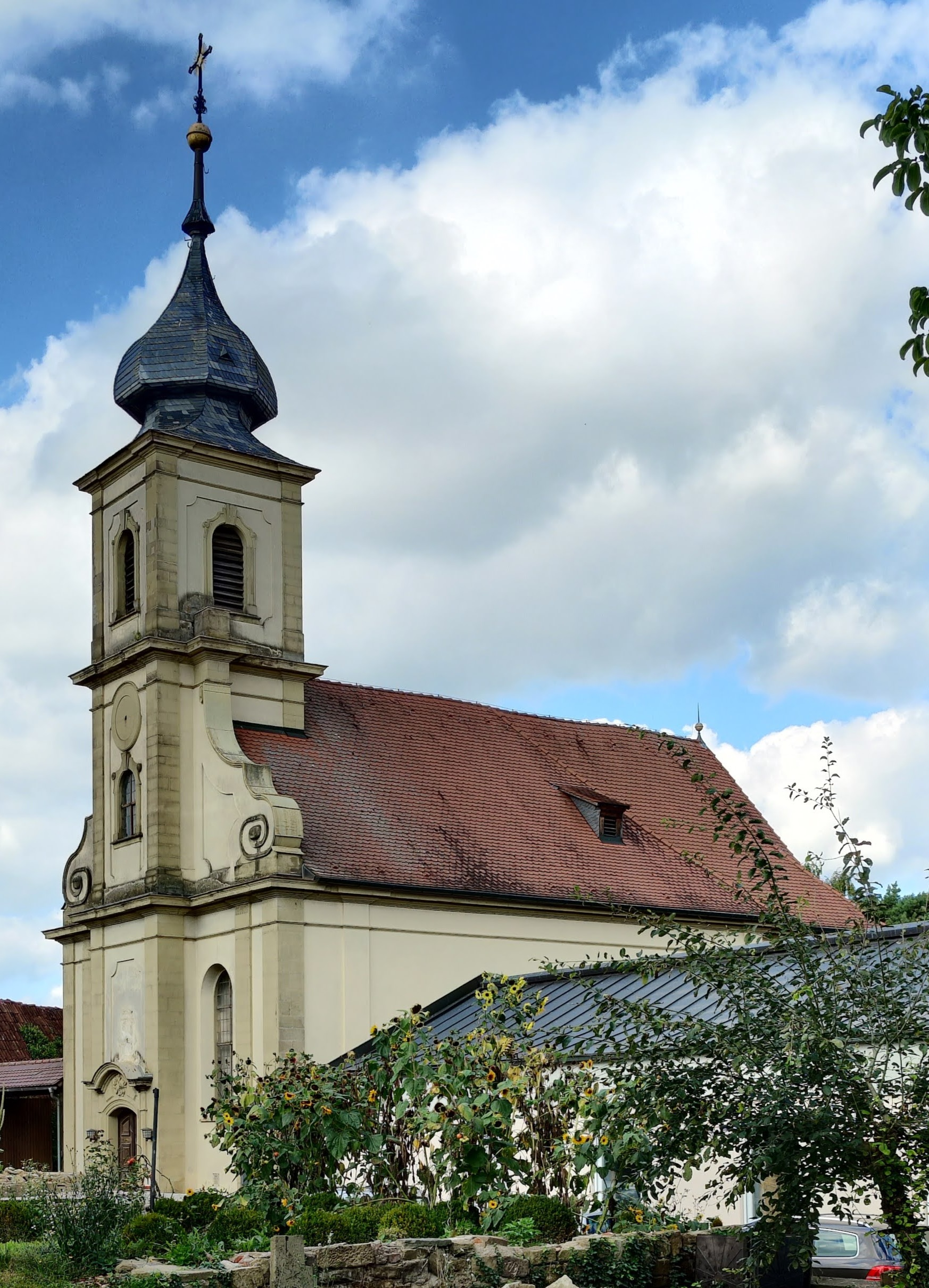
Schlosskirche St. Michael (kath.)
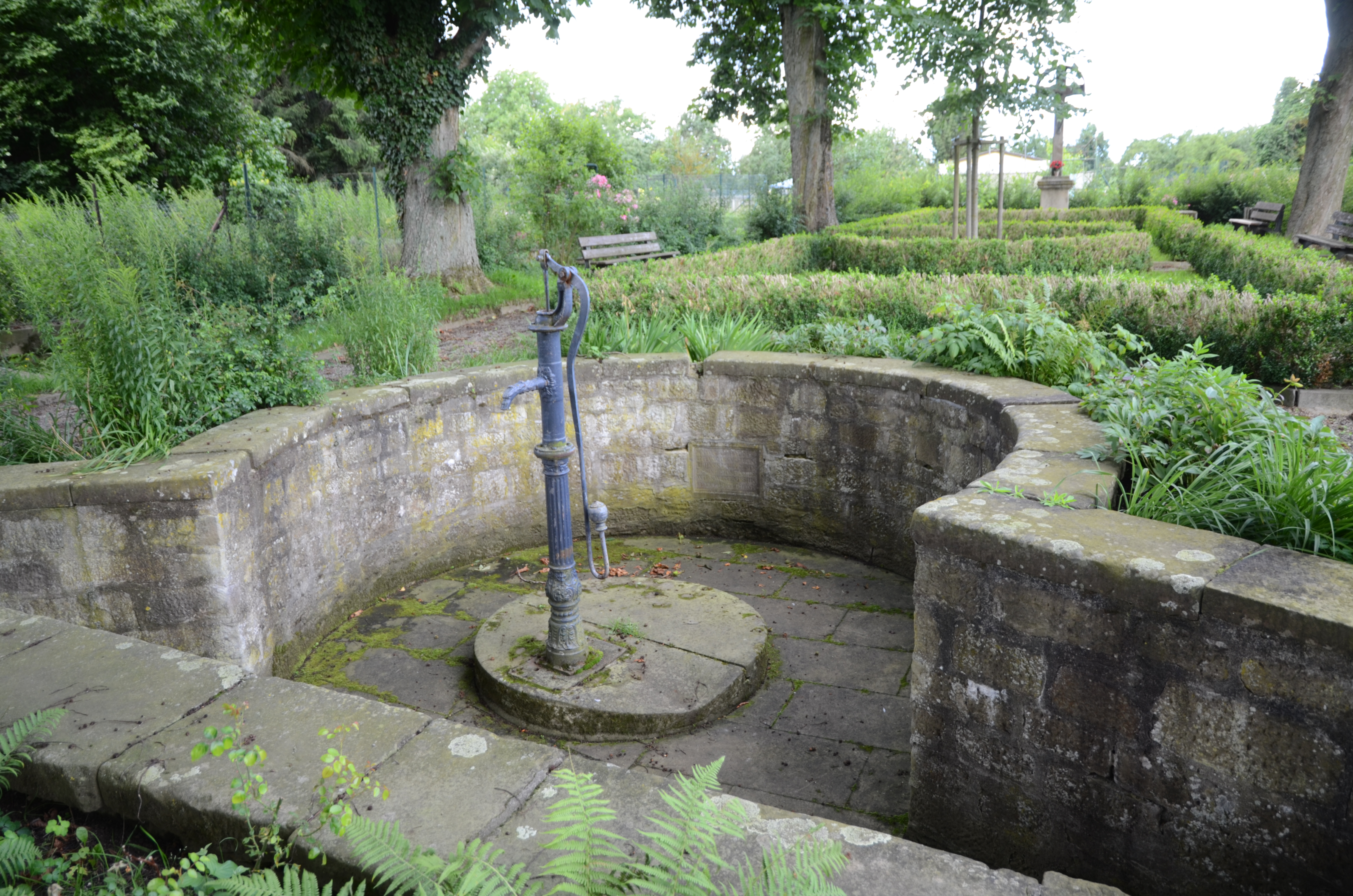
Weihersbrunnen von 1569 (Pumpe von 1897)

### Regelmäßige Veranstaltungen

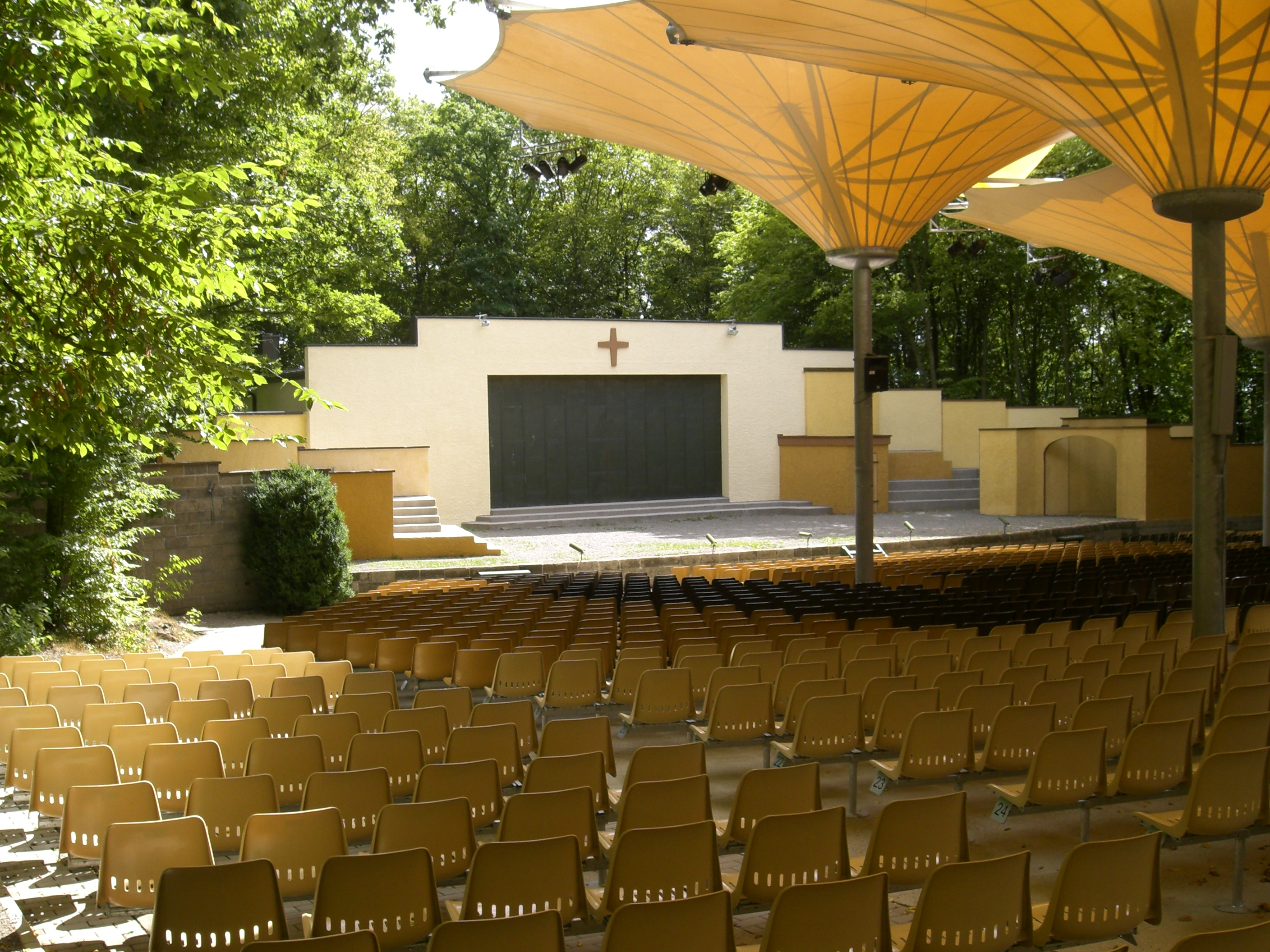
Bühne der Passionsspiele

Seit 1933 finden die Fränkischen Passionsspiele in einer von hohen Waldbäumen umgebenen Freilichtanlage in Sömmersdorf statt. Seit 1968 gibt es Aufführungen im Fünfjahresrhythmus in den Monaten Juni bis September, das nächste Mal im Jahre 2023. In der Spielzeit 2013 besuchten 34.000 Gäste die Passionsfestspiele. In den Spielzeiten davor im Jahr 2008 gab es 30.000 Gäste und ca. 400 Mitwirkende und im Jahr 2003 bei 16 Auftritten 30.000 Besucher und 450 Mitwirkende.

## Verkehr

### Flugplatzkreuzung
Euerbach liegt an der sogenannten Flugplatzkreuzung. Hier kreuzen sich die 2005 fertiggestellte A 71 und die unmittelbar parallel verlaufende B 19 (ehem. Chaussee Würzburg–Meiningen), die südlich der Kreuzung zur Staatsstraße St 2446 zurückgestuft wurde, mit der B 303. In die Kreuzung wurde die A 71-Anschlussstelle Nr. 30 Schweinfurt-West integriert.

### Weiteres
Die Bedarfsumleitungen U 55 und U 62 für die A 7 führen durch Euerbach und die Staatsstraße St 2290 endet im Ort.

## Persönlichkeiten

### Söhne und Töchter der Gemeinde
- Wilhelm Kirchner (1849–1935), Mediziner und Leiter der otiatrischen Universitäts-Poliklinik in Würzburg